# Excalibur (film)
Pour les articles homonymes, voir Excalibur (homonymie).
Pour plus de détails, voir Fiche technique et Distribution.
Excalibur est un film américano-britannique de John Boorman, sorti en 1981.
Basé sur le livre Le Morte d'Arthur (1485) de Thomas Malory, le film raconte la légende du roi Arthur (interprété par Nigel Terry) et de son épée Excalibur, qui donne son titre au film.
L'histoire commence avec les origines d'Arthur et montre son ascension en tant que roi de Bretagne, sous l'égide de son conseiller Merlin l'Enchanteur (Nicol Williamson), avec la création de la Table ronde et de la chevalerie, l'instauration de la quête du Graal, et se termine avec l'affrontement entre Arthur et son fils Mordred, fruit de sa relation incestueuse avec sa demi-sœur Morgane (Helen Mirren).
Le film, entièrement tourné en Irlande, a contribué à lancer les carrières des acteurs Liam Neeson, Patrick Stewart et Gabriel Byrne, qui jouent dans ce film des rôles secondaires. Excalibur a figuré dans la compétition officielle du festival de Cannes 1981 et a été plutôt bien accueilli par le public à sa sortie en salles, mais de façon plus mitigée par la critique. Il est désormais considéré, notamment pour son aspect visuel, sa bande originale et sa symbolique, comme un film culte des années 1980.

## Synopsis

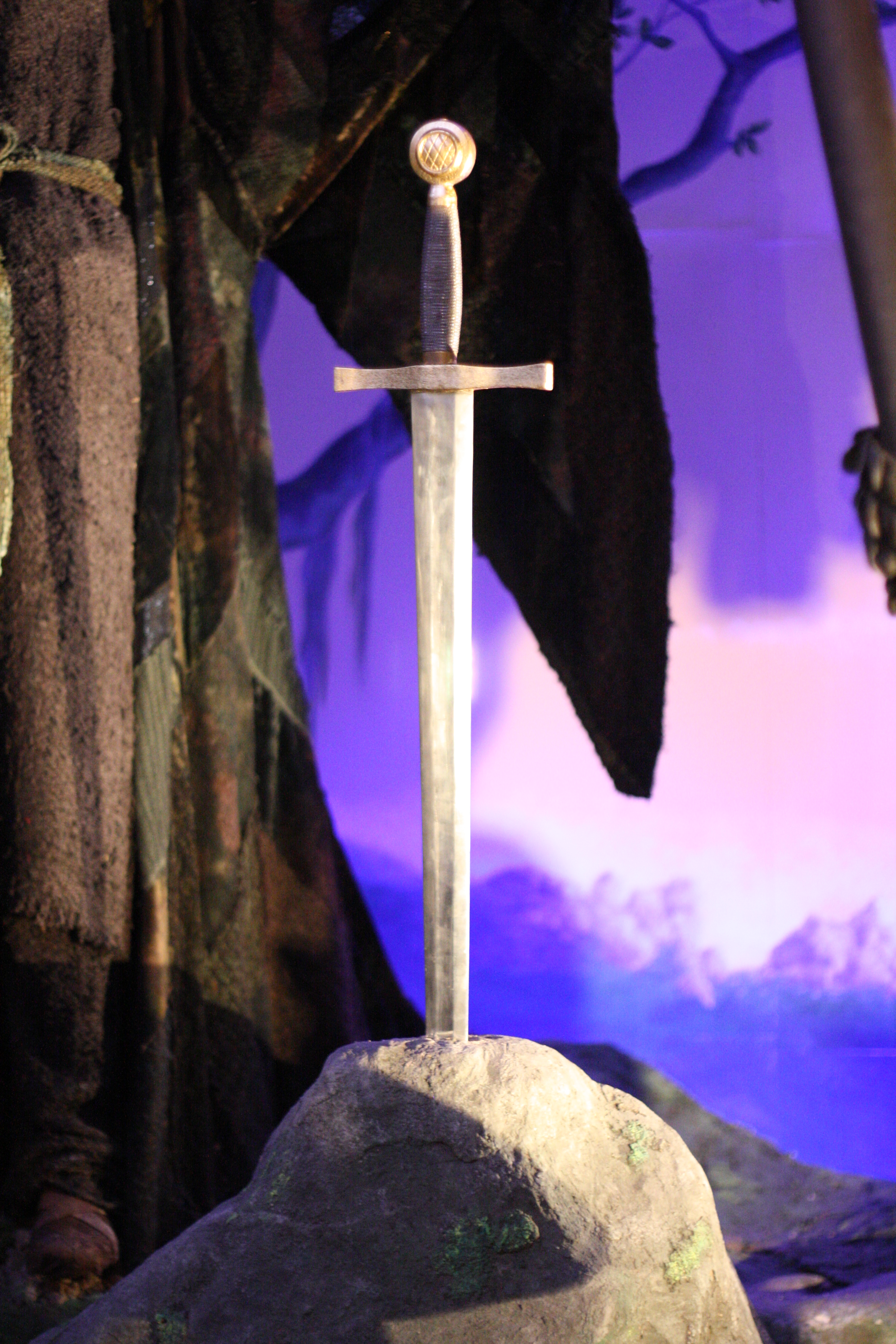
Représentation d'Excalibur fichée dans son rocher.

Merlin l'Enchanteur confie au roi Uther Pendragon l'épée Excalibur, qui lui a été donnée par la Dame du Lac, pour lui permettre d'unifier le royaume de Bretagne. Mais la passion d'Uther pour Ygraine, l'épouse du duc de Cornouailles, ruine les espoirs de paix de Merlin. Voulant s'emparer d'Ygraine, Uther assiège le château du duc, mais échoue à le prendre. Uther demande alors à Merlin de lui venir en aide. En échange de son aide, l'enchanteur réclame l'enfant qui naîtra de cette union, Arthur, espérant que celui-ci sera l'élu capable d'unifier le pays, au contraire d'Uther qui a perdu la confiance de ses vassaux. Utilisant sa magie, Merlin donne à Uther l'apparence du duc de Cornouailles. Uther entre de nuit dans le château pendant l'absence du duc et s'unit à Ygraine. Cependant Morgane, la fille légitime du duc de Cornouailles et d'Ygraine, reconnait Uther. Peu après la naissance d'Arthur, Uther est pris dans une embuscade par les hommes du duc de Cornouailles qui le blessent mortellement. En s'enfuyant, Uther plante Excalibur dans un rocher, afin que personne ne puisse la lui prendre, et meurt. Merlin confie Arthur à la garde de Sir Ector, lui demandant de l’élever secrètement comme son propre fils.
À l'adolescence, Arthur, devenu écuyer, assiste à un tournoi de chevalerie avec Sir Ector et son fils Kay. Le vainqueur de la première joute, Léodegrande de Caméliard, est autorisé à tenter sa chance pour retirer Excalibur du rocher, c'est un échec. Kay, s'apprêtant à concourir, n'a pas son épée. Arthur part la chercher sous la tente où il l'a oubliée, mais il s'aperçoit qu'elle a été dérobée. En tentant de trouver une autre épée, il arrive au rocher où est fichée Excalibur. Après un instant d'hésitation, Arthur libère Excalibur du rocher et la donne à Kay. Mais son acte ne passe pas inaperçu et il remet rapidement l'épée en place. Un autre chevalier veut alors tenter sa chance mais échoue à retirer Excalibur. Arthur la retire de nouveau sans effort devant la foule assemblée, et une bonne partie des chevaliers, derrière Léodegrande de Caméliard, le proclament nouveau roi de Bretagne. Cependant certains seigneurs, derrière Urien, refusent de lui faire allégeance et se liguent contre lui, redoutant un complot de Merlin et considérant Arthur comme illégitime car bâtard. Les deux camps s'affrontent. Arthur vient à l'aide de Léodegrande de Caméliard, assiégé dans son château, et parvient à rallier à sa cause les chevaliers adverses en étant adoubé par Urien sur le champ de bataille. Grâce à son courage et sa grandeur d'âme, Arthur s'impose comme roi. Il propose de construire un château avec une table ronde autour de laquelle se rassembleront les chevaliers .
Quelques années plus tard, le château de Camelot a été construit. L'unité et la paix règnent enfin. La rencontre d'Arthur et de Lancelot, le meilleur des chevaliers, venant de l'autre côté de la mer (Bretagne armoricaine), est l'apogée de l'ordre chevaleresque. Arthur épouse Guenièvre, fille de Léodegrande de Caméliard. Mais Lancelot tombe amoureux de Guenièvre lors de leur première rencontre. Pour éviter la tentation, Lancelot passe la plupart de son temps éloigné de Camelot, loin des réunions de la table ronde. Morgane, demi-sœur d'Arthur, révèle ce secret au chevalier Gauvain, qui accuse la reine lors d'un banquet. Pour laver l'honneur de Guenièvre, un duel judiciaire est organisé. Gauvain doit affronter le champion de la reine, mais aucun chevalier ne relève le défi. Perceval, écuyer de Lancelot, se présente alors et est adoubé par Arthur. Au moment où le duel va commencer, Lancelot arrive blessé (il s'est empalé sur sa propre épée lors d'un mauvais rêve). Il affronte et vainc Gauvain, lavant l'honneur de la reine. Par droiture, il déclare malgré tout ses sentiments et repart. Guenièvre le rejoint plus tard. Arthur part à leur recherche, les retrouve et plante Excalibur entre les corps nus enlacés des amants endormis dans la forêt. À son réveil, Lancelot, apercevant l'épée du roi, est pris de remords et s'enfuit, quittant la cour d'Arthur pour devenir un chevalier errant et proscrit. Quant à Guenièvre, effondrée, elle se retire dans un couvent.
Pendant ce temps Morgane, demi-sœur d'Arthur, ayant des connaissances dans la magie et la divination, s'est rapprochée de Merlin et lui demande de lui enseigner son art. Profitant d'un instant de faiblesse de l'enchanteur (préoccupé par Arthur qui n'a plus Excalibur et qui ne tient plus son rôle), Morgane utilise ses nouveaux pouvoirs pour enfermer Merlin dans une prison de cristal. Puis, toujours grâce à la magie, elle séduit Arthur pour engendrer un enfant incestueux, Mordred, pour lequel elle nourrit de grandes ambitions. Avec ce fils elle se dresse contre le pouvoir du roi et amène la désolation sur la terre de Bretagne désunie. Arthur, très affaibli et frappé d'un éclair alors qu'il priait le Christ, envoie ses chevaliers à la recherche du Saint Graal, ultime espoir de rédemption du royaume. Beaucoup échouent et sont tués durant la quête. Finalement Perceval, l'un des derniers survivants, échappe au piège de Morgane et se rend compte que le roi et la terre ne font qu'un. Il parvient à trouver le Graal et à le rapporter au roi. Buvant dans le calice, Arthur est régénéré et retrouve la volonté de combattre pour son royaume.

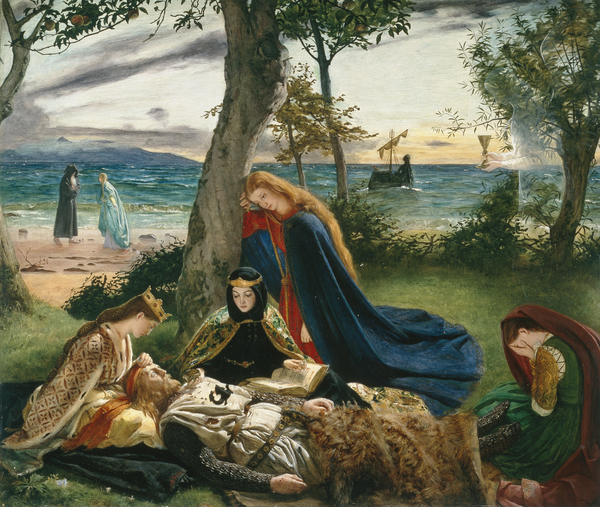
La mort du roi Arthur.
Tableau de James Archer, XIXe siècle.

Ayant recouvré ses forces, Arthur part en guerre contre Mordred et Morgane avec les quelques chevaliers encore en vie qui lui sont restés fidèles. Avant son départ, il rend visite à Guenièvre, retirée dans un monastère, pour lui pardonner. Celle-ci lui rend Excalibur, qu'elle avait précieusement conservée depuis sa nuit coupable avec Lancelot. Avant de partir à la guerre, Arthur lui avoue que, dans un avenir hypothétique, quand il ne devra plus rien aux générations futures en tant que roi, il espère la retrouver. Arthur en appelle ensuite à Merlin, ce qui libère l'enchanteur de sa prison de cristal. Merlin affaibli ne peut agir sur le monde physique, mais sa ruse lui permet de forcer Morgane à utiliser sa magie. Ce faisant, celle-ci provoque un immense brouillard qui noie l'ensemble du campement où est rassemblée son armée. Mais le sortilège, trop puissant, la prive de sa jeunesse artificielle. Mordred, étonné de voir le brouillard s'étendre alors que sa mère lui avait certifié que sa magie assurerait un temps clair pour les combats, la rejoint dans sa tente. En voyant cette vieille femme à la place de sa mère, il est pris de folie et la tue. Profitant du brouillard, Arthur et ses hommes attaquent le camp de Mordred par l'arrière et en faisant croire qu'ils sont nombreux. La bataille fait rage, les hommes d'Arthur sont toutefois vite débordés. Seuls restent debout Arthur et Perceval lorsqu'arrive Lancelot. Sa hargne et sa bravoure permettent d'inverser le cours de la bataille, mais il meurt peu après de la réouverture de sa vieille blessure au flanc, celle qu'il s'était lui-même infligée en rêvant. Arthur lui pardonne ses actes passés. Finalement, Arthur et Mordred s'affrontent en combat singulier et s’infligent l'un à l'autre des blessures mortelles. Le roi, sentant la mort arriver, demande à Perceval de jeter Excalibur dans un lac proche. Ne pouvant se résoudre à lui obéir, Perceval revient vers Arthur sans avoir jeté l'épée. Arthur lui révèle alors qu'un jour un roi viendra à nouveau et que l'épée réapparaîtra. Perceval finit par jeter l'épée dans le lac. La main de la Dame du lac, sortant de l'eau, la saisit au vol et l'entraine vers le fond. À son retour auprès du roi, Perceval aperçoit Arthur au loin, étendu sur un navire voguant dans le soleil couchant vers le large, entouré par trois femmes vêtues de blanc.

## Fiche technique
- Titre original : Excalibur
- Réalisation : John Boorman
- Scénario : Rospo Pallenberg et John Boorman, d'après le livre de Thomas Malory
- Décors : Anthony Pratt
- Costumes : Bob Ringwood
- Photographie : Alex Thomson
- Montage : John Merritt
- Musique : Trevor Jones, Carl Orff (Carmina Burana), Richard Wagner (Le Crépuscule des dieux, Parsifal, Tristan und Isolde)
- Production : John Boorman
- Société de production : Orion Pictures Corporation
- Sociétés de distribution : Orion Pictures Corporation et Warner Bros. Entertainment
- Budget : Entre 11 000 000 $[1] et 12 000 000 $[2]
- Pays de production :  États-Unis,  Royaume-Uni
- Langue originale : anglais
- Formats : Couleur - 1,85:1 - son Monophonique - 35 mm
- Genre : fantasy
- Durée : 140 minutes
- Dates de sortie :
  - États-Unis : 10 avril 1981
  - France : 27 mai 1981

## Distribution
- Nigel Terry (VF : Pierre Arditi) : le roi Arthur Pendragon
- Helen Mirren (VF : Évelyne Séléna) : la fée Morgane
- Nicol Williamson (VF : Georges Aminel) : le magicien Merlin
- Cherie Lunghi (VF : Joëlle Fossier) : la reine Guenièvre
- Nicholas Clay (VF : Richard Darbois) : le chevalier Lancelot du Lac
- Paul Geoffrey (VF : François Leccia) : le chevalier Perceval
- Robert Addie (VF : Bernard Jourdain) : Mordred
- Gabriel Byrne (VF : Marc de Georgi) : le roi Uther Pendragon
- Patrick Stewart (VF : Pierre Hatet) : le chevalier Léodegrande de Caméliard
- Liam Neeson (VF : Vincent Grass) : le chevalier Gauvain
- Corin Redgrave (VF : Daniel Gall) : le duc de Cornouailles
- Katrine Boorman (VF : Catherine Lafond) : Ygraine
- Niall O'Brien (en) (VF : Michel Bardinet) : le chevalier Kay
- Keith Buckley (en) (VF : Joël Martineau) : le chevalier Urien
- Ciarán Hinds : le chevalier Lot d'Orcanie
- Charley Boorman (VF : Jackie Berger) : Mordred enfant
- Clive Swift (en) (VF : Serge Lhorca) : Sir Ector
- Liam O'Callaghan : le chevalier Sadok
- Michael Muldoon : Astamor
- Gerard Mannix Flynn : lieutenant de Mordred
- Garrett Keogh : le chevalier Mador
- Emmet Bergin : Ulfius, chevalier d'Uther Pendragon
- Telsche Boorman : la Dame du lac
- Hilary Joyalle : la Dame du lac
- Barbara Byrne : Morgane jeune
- Kay McLaren : Morgane âgée
- Eamon Kelly : l'abbé
- Prudence Wright Holmes : Sunshine[3]

Source et légende : Version française (VF) sur AlloDoublage

## Production

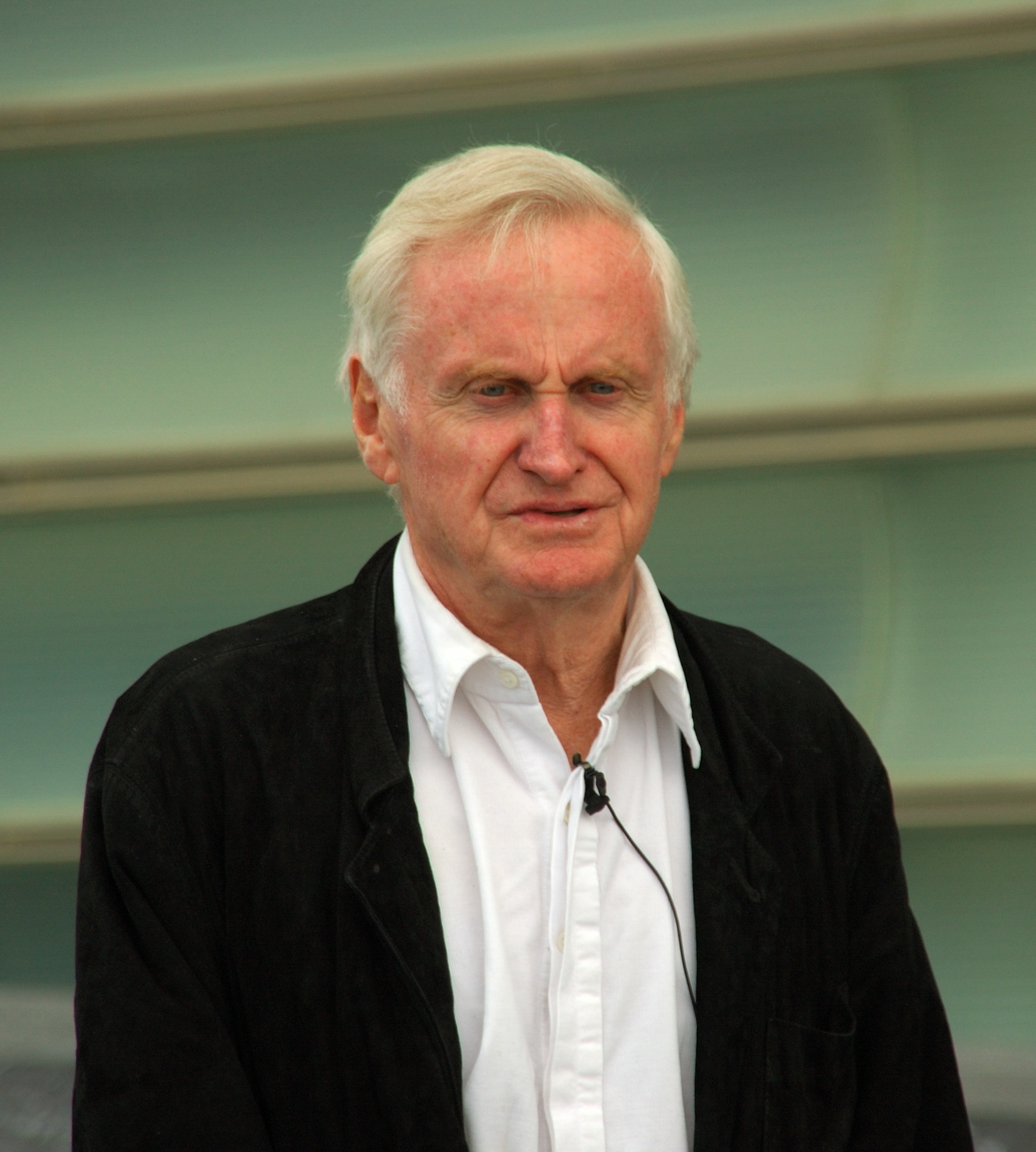
Le réalisateur John Boorman en 2005.

### Origines
Le thème du mythe, et de la légende arthurienne en particulier, est présent chez Boorman dès l'enfance. Il envisage de réaliser une adaptation de la légende dès 1969 mais se voit offrir par United Artists de réaliser à la place une adaptation du Seigneur des anneaux (1954-1955) de J. R. R. Tolkien. Boorman et Rospo Pallenberg élaborent un script de trois heures, passablement éloigné de l'œuvre d'origine, qui est refusé par United Artists au motif que le film serait trop coûteux.
Comme aucun autre studio de production ne veut du projet, Boorman retourne à son idée originale de film sur la légende arthurienne et utilise ses repérages et l'esthétique développée pour ce projet d'adaptation dans la réalisation d'Excalibur. Lors de l'élaboration du scénario, il se base principalement sur Le Morte d'Arthur (1485) de Thomas Malory et écoute beaucoup les œuvres de Wagner. Finalement, en 1975, il propose à la Warner Bros. un script correspondant à un film de quatre heures trente, qui paraît trop long pour les producteurs. Rospo Pallenberg aide alors Boorman à raccourcir le film, en insérant des bonds dans le temps, comme entre la naissance d'Arthur et la fin de son adolescence, ou entre l'enfance de Mordred et sa maturité. Certains personnages prévus pour être distincts sont aussi fusionnés.

### Choix des interprètes
Les comédiens incarnant les rôles principaux sont choisis non pas pour leur expérience (la plupart sont alors presque inconnus au cinéma) mais pour leur proximité avec le personnage qu'ils vont incarner. En effet, résumer une grande partie de la légende arthurienne en 140 minutes impose aux acteurs de faire rapidement ressortir les traits principaux de leurs personnages. John Boorman choisit Helen Mirren et Nicol Williamson pour interpréter respectivement la fée Morgane et Merlin l'Enchanteur, sachant que tous deux ne s'apprécient guère depuis qu'ils ont joué ensemble dans la pièce Macbeth en 1974 et 1975 lorsqu'ils faisaient partie de la Royal Shakespeare Company,. Boorman compte ainsi que la tension régnant entre eux deux se ressente dans leurs scènes communes.
Certains des seconds rôles, dont ce sont les premiers pas au cinéma, ont connu une carrière riche après Excalibur, comme Patrick Stewart (Star Trek : La Nouvelle Génération, X-Men), Liam Neeson (La Liste de Schindler, Michael Collins), ou Gabriel Byrne (Usual Suspects, Stigmata),,. Plusieurs comédiens sont des membres de la famille de Boorman. Sa fille Kathrine interprète Ygraine, son fils Charley joue Mordred enfant et son autre fille Telsche incarne la dame du lac.

### Tournage

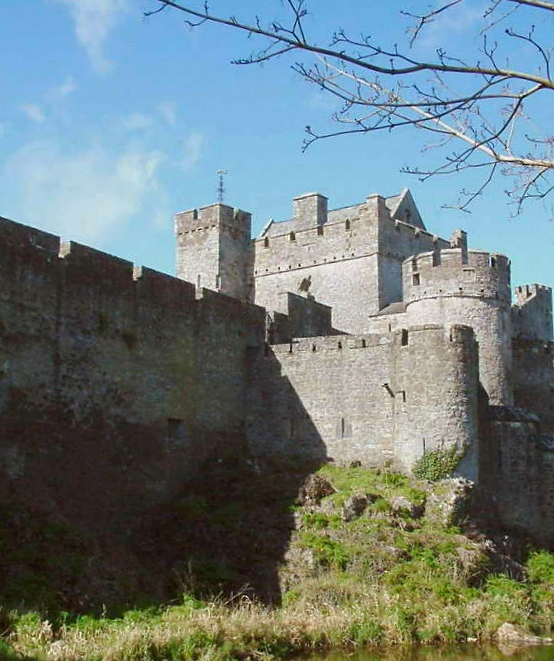
Plusieurs scènes du films ont été tournées au château de Cahir.

Le film est tourné en vingt semaines avec un budget très limité (entre 11 et 12 millions de dollars). Boorman choisit de filmer en Irlande dans les comtés de Wicklow (aux studios Ardmore à Bray), Tipperary et Kerry. Plusieurs scènes sont tournées au château de Cahir, et la scène de la rencontre et du combat entre Lancelot et Arthur est quant à elle tournée sur le domaine de Powerscourt, près d'Enniskerry,.
Selon le chef-opérateur Alex Thompson, « Excalibur était le genre de film où chacun sentait, pendant le tournage, que ce serait une réussite ; où chacun était fier d'y contribuer ». Il remarque que Boorman est très attentif aux problèmes de cadres et de composition. Le décorateur Anthony Pratt confirme ce propos : « Je pense qu'il fait partie de ce petit nombre de metteurs en scène, où se retrouvent Kubrick, Fellini et Lean, qui portent une très grande attention à tous les aspects techniques de la production ». Selon lui, c'est ce qui amène toute l'équipe de tournage à donner le meilleur d'elle-même, ce qui explique, par exemple, la scène d'amour dans la forêt entre Lancelot et Guenièvre, qui est filmée par une nuit très froide ; Nicholas Clay et Cherie Lunghi tiennent cependant à tourner la scène nus. Au début du film, Corin Redgrave (le duc de Cornouailles) et Gabriel Byrne (Uther Pendragon) sont tour à tour à l'écran, pour signifier qu'Ygraine pense que son amant est bien son mari, alors qu'il s'agit en réalité d'un viol commis par Uther Pendragon. Ils devaient arracher ses vêtements et effectuer une scène d'amour, séquence gênante pour les deux acteurs avec la fille du réalisateur.
Le tournage voit les débuts au cinéma du  futur réalisateur Neil Jordan, engagé par Boorman en tant que consultant sur le scénario. Il représente aussi une véritable manne pour l'économie locale car Boorman insiste pour recruter des travailleurs locaux dans les différentes équipes du film, ce qui crée beaucoup d'emplois.

### Musique
La bande originale est composée par Trevor Jones et inclut des extraits d'œuvres de musique classique. O Fortuna, tiré de la cantate Carmina Burana de Carl Orff, est utilisé lors des scènes héroïques, comme lorsque le jeune roi Arthur part délivrer Léodegrance, assiégé, ou lorsque, une fois le Graal retrouvé, Arthur part pour sa dernière bataille. Pour composer Carmina Burana, Orff s'est appuyé sur des chansons du Moyen Âge retrouvées dans un couvent. Certains des thèmes de ces chansons sont communs avec Excalibur, comme l'impossibilité d'échapper au destin. O Fortuna, qui constitue à la fois l'introduction et la conclusion de Carmina Burana, est un hommage à la déesse du destin romaine. Orff y utilise différentes techniques comme la répétition des enchaînements d'accords parfaits parallèles, une simplicité mélodique et rythmique, le refus de la dissymétrie ou encore la domination des chœurs, ce qui permet de « recréer l’esprit « païen » des genres dramatiques primitifs ».
La musique de Richard Wagner, qui était lui-même passionné par les légendes, arthurienne entre autres, est utilisée à plusieurs reprises. Sa Marche funèbre de Siegfried, tirée du Crépuscule des dieux, est jouée lors des génériques de début et de fin, ainsi qu'à chaque passage où l'épée Excalibur est mise en avant : lorsque Uther Pendragon la plante dans le rocher, lorsqu'Arthur la retire, puis lorsqu'il est adoubé ou encore quand il fonde les chevaliers de la Table ronde. Le prélude de Tristan et Isolde, également de Wagner, est utilisé autour de l'amour entre Lancelot et Guenièvre ; le prélude de Parsifal, toujours de Wagner, peut être entendu lors de la quête du Graal de Perceval : lorsqu'il se débarrasse de son armure sous l'eau et lorsqu'il trouve le Graal.

## Accueil

### Présentation
Excalibur est présenté en compétition officielle au festival de Cannes 1981. Le réalisateur John Boorman y est récompensé du prix de la contribution artistique.

### Critique
Sur le site agrégateur de critiques Rotten Tomatoes, le film obtient un score de 80 % d'avis positifs, sur la base de 45 critiques collectées et une note moyenne de 7,3/10 ; le consensus du site indique : « La version lyrique et opulente de John Boorman sur la légende du roi Arthur est visuellement remarquable, et présente de solides performances d'une large gamme de vedettes britanniques ». Sur Metacritic, le film obtient une note moyenne pondérée de 56 sur 100, sur la base de 10 critiques collectées ; le consensus du site indique : « Avis généralement favorables ».
Au moment de la sortie, les critiques sont mitigées. Le critique Vincent Canby du New-York Times reproche au film son manque d'élan, ainsi que le manque de présence des acteurs (hormis Merlin et Morgane). Il compare Excalibur à Star Wars, sorti deux ans plus tôt, mais sans les effets spéciaux ni l'humour. Canby écrit que « Excalibur est dépourvu d'humour, mais ça ne veut pas dire pour autant qu'il est sérieux. » Il applaudit cependant l'esthétique du film, tout comme un autre critique, Roger Ebert, du Chicago Sun-Times. Ebert trouve que le film est magnifique, mais que le fil rouge n'est pas toujours clair. Selon lui, le thème le plus intéressant est la relation entre Merlin et Morgane. Il reproche aussi au film — mais aussi à tous les films du genre « épées et sorcellerie » — l'aspect fataliste de l'histoire, les personnages n'ayant aucun choix possible car leur légende est déjà écrite. Dans le magazine Variety, le film est qualifié d'« exquis ; c'est un mélange presque parfait d'action, de romance, de fantastique et de philosophie ». Malgré la scène de recherche du Graal jugée trop longue, le magazine estime qu’Excalibur est une belle réussite. Pour Richard Corliss du Time Magazine, « on peut aimer ou détester Excalibur, mais il faut donner du crédit à Boorman pour sa vision et son imagination, pour cette douce odeur d'excès, pour son pari héroïque d'avoir osé faire un film au-dessus de ses prétentions, et réussir tout de même à le faire voler ».
En France, Olivier Assayas, critique des Cahiers du cinéma, y voit à l'époque une « renaissance du goût pompier » ; il estime que le film est un « fourre-tout » prônant le « n'importe-quoi-pourvu-que-ce-soit-joli », un « bric à brac d'utopies écologiques ou d'itinéraires alchimico-initiatiques ». Selon lui, Boorman mélange le préraphaélisme, la peinture de Klimt et le style néo-byzantin, à l'opposé des œuvres de Bresson (Lancelot du Lac) et Rohmer (Perceval le Gallois), selon lui plus significatives. Il applaudit tout de même l'« imagination visuelle » du cinéaste ainsi que le fait que le film sache « recréer les rêves d'enfance ». Pour Max Tessier de la Revue du cinéma, le film est « épique » et « impressionne d'abord par sa force superbe et triomphante, par une fascination esthétique assez rare de nos jours ». Il trouve l'œuvre « anti-réaliste et à la stylisation avouée », pour lui un « enchantement visuel de tous les instants ». Selon lui, l'épisode final de Mordred est « longuement traité, dans une tonalité au fantastique médiéval qui [lui] paraît être la plus envoûtante du film ».
Les critiques plus récentes du film sont plus favorables. Pour le critique et écrivain John Kenneth Muir, l'univers décrit par Boorman est plus réaliste et tangible que les autres adaptations cinématographiques de la légende arthurienne, de Lancelot, le premier chevalier (en 1995 avec Sean Connery et Richard Gere) à Le Roi Arthur (sorti en 2004 avec Clive Owen). Pour Aurélien Ferenczi, de Télérama, le film est une réussite notamment esthétique, bien que la thématique soit confuse.

### Box office
Lors de son exploitation en salles, Excalibur récolte 34 967 437 $ au box-office américain. En France, il réalise 2 368 167 entrées.

## Distinctions

### Récompenses
| Année         | Cérémonie ou récompense | Prix                               | Lauréat(es)  |
| ------------- | ----------------------- | ---------------------------------- | ------------ |
| 1981          | Festival de Cannes      | Prix de la contribution artistique | John Boorman |
| 1982          |                         |                                    |              |
| Saturn Awards | Meilleurs costumes      | Bob Ringwood                       |              |

### Nominations
| Année              | Cérémonie ou récompense                   | Prix                          | Nommé(es) |
| ------------------ | ----------------------------------------- | ----------------------------- | --------- |
| 1981               |                                           |                               |           |
| Festival de Cannes | Compétition officielle pour la Palme d'or |                               |           |
| 1982               |                                           |                               |           |
| Oscars du cinéma   | Meilleure photographie                    | Alex Thomson                  |           |
| BAFTA Awards       | Meilleurs costumes                        | Bob Ringwood                  |           |
| Prix Hugo          | Meilleur film                             |                               |           |
| Saturn Awards      | Meilleur film de fantasy                  |                               |           |
| Saturn Awards      | Meilleure réalisation                     | John Boorman                  |           |
| Saturn Awards      | Meilleur acteur dans un second rôle       | Nicol Williamson              |           |
| Saturn Awards      | Meilleure actrice dans un second rôle     | Helen Mirren                  |           |
| Saturn Awards      | Meilleur maquillage                       | Basil Newall et Anna Dryhurst |           |

## Sortie vidéo
La version VHS du film sort en septembre 1993, puis en DVD en février 2000. La version Blu-ray est sortie le 8 mars 2011 aux États-Unis et le 8 juin 2011 en France. Les seuls bonus sur les versions DVD et Blu-ray sont un commentaire audio par John Boorman et la bande-annonce.

## Analyse

### Excaliburau sein de l'œuvre de Boorman
Excalibur est le huitième film de John Boorman. Le réalisateur, après quinze ans de carrière, a déjà connu plusieurs succès, avec Léo le dernier, qui lui vaut le prix de la meilleure mise en scène au Festival de Cannes de 1970, ou Délivrance en 1972, avec Jon Voight et Burt Reynolds, pour lequel il décroche deux nominations, aux Oscars et aux Golden Globes. Zardoz, sorti en 1974, est en revanche considéré comme un échec, tant au niveau commercial que par les critiques, tout comme L'Exorciste 2 : L'Hérétique, en 1977.
Plusieurs thèmes sont présents tout au long de la carrière de Boorman. Le principe de la quête est déjà présent dans son premier film, Sauve qui peut, et se retrouve dans Excalibur, puis dans La Forêt d'émeraude (1985), où la quête initiatique permet au héros (incarné par Charley Boorman, fils du réalisateur et qui déjà joue le jeune Mordred) d'évoluer et de se connaître. Le thème de la quête est encore au centre du film Hope and Glory, un film basé sur l'enfance du réalisateur. La relation entre l'homme et la nature est aussi primordiale chez Boorman : dès Duel dans le Pacifique, Boorman effectue un travail dans ce sens sur l'image et le son. Par la suite, les liens et les conflits entre le monde rural et urbain est au centre de Délivrance ainsi que La Forêt d'émeraude, qui traite entre autres d'écologie et de la destruction de la forêt amazonienne. Enfin, Boorman s'est inspiré de l'œuvre de Carl Gustav Jung, en particulier dans son analyse de l'archétype du Saint Graal,.

### Époque
Les romans traditionnels sur la légende arthurienne datent du XIIe siècle, avec les écrits de Geoffroy de Monmouth et Chrétien de Troyes, au XVe siècle avec Thomas Malory. Dans tous ces romans, l'action se situe au VIe siècle, mais dans un cadre qui correspond à l'environnement contemporain des auteurs. Ainsi, le principe de chevalerie, les tournois et les joutes n'existaient pas au VIe siècle, et les armures décrites dans les romans, entièrement en métal, ne sont créées que plus tard. Boorman ne déroge donc pas à la règle, et les anachronismes, notamment au niveau des armures, qu'on peut noter dans le film sont présents dans le reste de la légende arthurienne,.

### Fusion de personnages
Compte tenu de la longueur de l'ouvrage de référence, Boorman et Pallenberg sont contraints, outre des raccourcis chronologiques, de fusionner des personnages : selon le réalisateur, c'est « une solution à un problème dramatique ». Dans le roman, c'est sur l'armure de Pellinore et non celle de Lancelot qu'Arthur brise Excalibur. Les personnages de Perceval et Galahad, le réel vainqueur du Graal selon Malory, sont aussi mélangés. Boorman opère ainsi un retour à l'origine de la légende telle qu'elle avait été conçue par Chrétien de Troyes qui faisait de Perceval le découvreur du Graal. De même, Perceval remplace Bédivère en jetant Excalibur dans le lac à la fin du film. Le film fusionne également les personnages de Viviane, qui dans le roman de Malory provoque la disparition de Merlin en l'emprisonnant pour l'éternité, et de Morgane, demi-sœur du roi Arthur et mère de Mordred.
Par ailleurs, dans Le Morte d'Arthur, Malory raconte l'histoire du Roi pêcheur qui, à la suite d'une blessure, voit son royaume dépérir et devenir infertile avant que Galahad ne vienne le sauver. Boorman l'associe au personnage du roi Arthur, qui est sauvé par Perceval.

### Photographie et travail visuel
Le travail des couleurs réalisé dans Excalibur a permis au film d'avoir une évolution visuelle. Dans la première partie, l'atmosphère est sombre, les armures sont ternes, et beaucoup de scènes se déroulent dans la forêt. Selon Boorman, il s'agit d'exprimer la « nature reptilienne de l'homme ». Après l'arrivée de Lancelot, les couleurs sont plus claires, les armures étincellent, alors qu'à partir de la chute de Camelot et l'arrivée de Mordred, les couleurs retournent vers le sombre, notamment pendant les batailles finales qui se déroulent la nuit. Selon Claudine Glot, historienne et spécialiste de la légende arthurienne, ces transitions représentent l'évolution du Soleil pendant une journée. Pour le critique Jean-Marc Elsholz, il s'agit surtout d'un travail des états du métal, du reflet, de la brillance, en lien avec la théorie médiévale de la métaphysique de la lumière.
Un autre effet visuel notable du film est l'utilisation fréquente de filtres vert vif, notamment lorsqu'on voit l'épée Excalibur ou lors des scènes en forêt. Selon Boorman, ces filtres ont deux fonctions : d’une part, ils renforcent le lien avec la nature dans les scènes en extérieur, en faisant ressortir les feuilles et la mousse ; d'autre part, la teinte choisie rend la scène plutôt irréelle, ce qui donne un aspect magique au rendu. Dans une interview donnée à Michel Ciment, il explique que son but, avec le décorateur Tony Pratt, était de créer une sorte de « Terre du Milieu » au sens de Tolkien, c'est-à-dire « un monde contigu, semblable au nôtre, mais en même temps différent, situé dans une époque en dehors du temps ».

### L'épée Excalibur

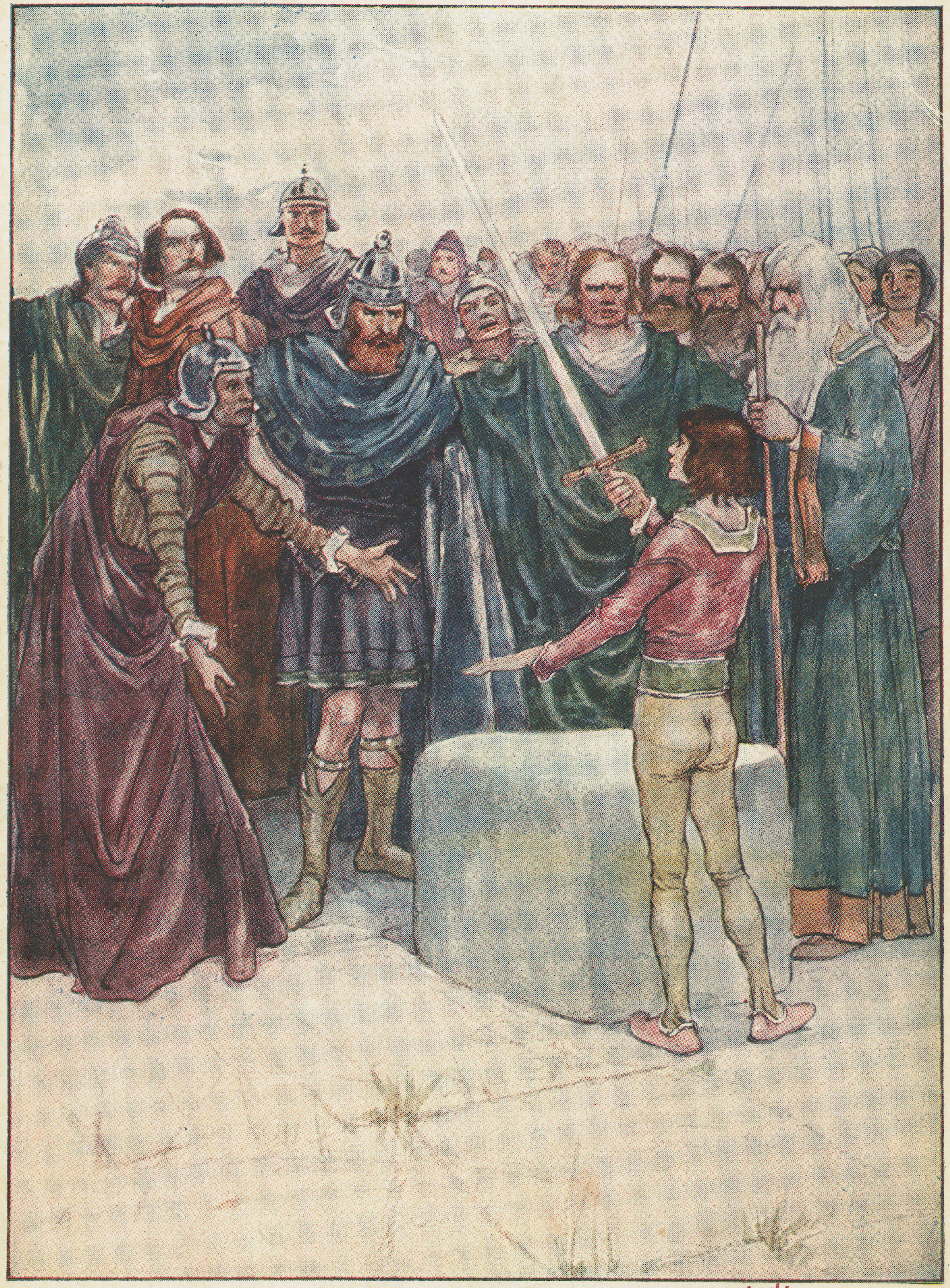
Arthur retirant l'épée Excalibur du rocher. Illustration d'un livre de 1906.

Excalibur apparaît dès les premières minutes du film lorsque Merlin l'obtient de la Dame du Lac pour la transmettre à Uther Pendragon. Selon Michael Open, du magazine Film Directions, Excalibur n'a un rôle ni bon ni mauvais, tout dépend de l'usage que les personnages en font ; sa symbolique varie ainsi suivant les situations. Au début du film, elle est dressée vers le haut, lorsque Uther la brandit, en symbole d'espoir. À sa mort, il la fiche dans le roc, vers le bas. L'espoir renaît avec Arthur qui la pointe vers le ciel immédiatement ; plus tard, elle est à nouveau tournée vers le sol lorsque l'amour de Lancelot et Guenièvre est découvert ou lorsque Mordred est tué.
La façon dont Excalibur apparaît et est transmise à Arthur est une originalité apportée par Boorman. Dans les différentes versions de la légende, et notamment dans La Morte d'Arthur, l'épée apparaît par magie le soir de Noël, déjà plantée dans un rocher. Dans Excalibur, c'est la Dame du Lac qui la donne à Merlin, et c'est ensuite Uther Pendragon qui la plante dans le rocher avant de mourir.

### Merlin
Tout comme dans les différentes légendes écrites, Merlin est un personnage central dans Excalibur. C'est lui qui guide Arthur, qui l'aide à reconstruire le royaume. Il est à l'origine des principales actions de l'histoire, comme la naissance d'Arthur ou la défaite de Mordred ; Boorman souhaitait d'ailleurs que le titre du film soit « Merlin Lives! » (« Merlin est vivant ! »), avant que les producteurs ne choisissent le titre définitif, jugé plus graphique,.
Malgré le fait que Merlin soit omniscient dans les légendes, il échoue à apporter la paix au royaume. Selon Claudine Glot, cela vient du fait que Merlin ne comprend pas les instincts et les sentiments humains, comme l'amour et la haine ; Boorman met cela en avant dans diverses scènes, par exemple quand Arthur combat Lancelot et qu'Excalibur est brisée : Merlin est étonné qu'une haine puisse aboutir à cette destruction. De même, Merlin n'avait pas prévu l'adoubement surprise d'Arthur, et ne comprend pas pourquoi il tombe amoureux de Guenièvre. Boorman explique que Merlin « est à la fois moins humain et plus humain que les gens ordinaires. Il a un savoir et des pouvoirs extraordinaires, et pourtant il y a des choses simples qu'il ne saisit pas ». C'est ce décalage qui fait que le personnage apporte un peu d'humour au film, mais il reste finalement assez proche du Merlin de Malory.
Un des points mis en avant par Boorman est que Merlin, représentant les anciennes religions païennes, est en train de disparaître, laissant place au christianisme, représenté par le Graal. Le dialogue entre Merlin et Morgane lors du mariage d'Arthur accentue cette impression, lorsqu'il dit : « Pour notre espèce, les jours sont comptés. Le Dieu Unique chasse les dieux multiples. »
« Anál nathrach, orth' bháis's bethad, do chél dénmha », l'incantation de Merlin, reprise plus tard par Morgane, nommée « Charme suprême » tire ses origines du vieil irlandais et pourrait être traduite en français par « Souffle du dragon, charme de mort et de vie, ton sort de création ». Le linguiste Michael Everson ajoute qu'il n'est pas étonnant que Boorman, Irlandais d'adoption, ait choisi cette langue, mais, si cette traduction est la plus plausible, il reste quelques différences avec du vieil irlandais traditionnel.

### Le dragon

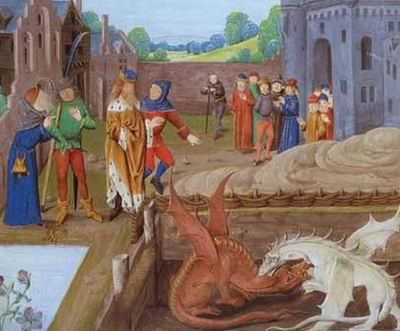
Symboles de la Terre, les dragons ennemis blancs et rouges sont présents dans plusieurs légendes arthuriennes.

Le concept du « dragon » apparaît à plusieurs reprises dans Excalibur. Toujours lié à Merlin, il est le support de ses pouvoirs magiques, comme lors de la transformation d'Uther. Arthur comprend qu'Excalibur « fait partie du dragon ». Merlin explique plus tard à Morgane lorsqu'il lui fait découvrir le dragon : « Ici, toutes les choses sont possibles, et chaque chose rencontre son opposé. »
La spécialiste en littérature arthurienne Claudine Glot explique que dans les légendes, le dragon est présent sous deux aspects : d'un côté, il s'agit du monstre que les chevaliers combattent dans leurs quêtes, et de l'autre, il représente la Terre, la force du sol. Le dragon de Boorman est plus proche du second aspect. Dans plusieurs légendes, comme dans Historia regum Britanniae de Monmouth, le roi Vortigern ne parvient pas à construire un château car deux dragons, un blanc et un rouge, se battent sous le sol. En plantant l'épée dans la terre, Arthur provoque une scission avec le dragon, et donc son lien avec la terre : c'est cela qui provoque l'infertilité du royaume.

### La chevalerie
La chevalerie apparaît tout d'abord sous la forme du tournoi auquel participe Kay, puis lorsqu'Arthur est adoubé par Urien. C'est alors une version « prototypique » de la chevalerie : le rituel est effectué sans préparatif, ni témoin religieux, et aucune épée ni éperon ne lui est donné ; il ne s'agit pas d'une chevalerie institutionnelle. Le héros chevalier n'est introduit qu'avec Lancelot, qui, suivant les règles du récit merveilleux, apparaît sans explication, tout comme Perceval dans la forêt, quelques scènes plus tard. Boorman, en n'expliquant pas les origines de Perceval, montre que le statut de chevalier n'est pas lié à la naissance, et revient à l'idée que la chevalerie est un moyen de promotion sociale, le héros accédant ainsi au statut mythique. Néanmoins, dans Excalibur, tous les chevaliers savent monter à cheval, même Perceval, ce qui montre que le changement de statut est tout de même lié à certaines conditions.
Une fois la Table Ronde créée par Merlin, ses membres ne sont plus des chevaliers errants en quête d'aventure, mais sont à la recherche de l'unité. Paradoxalement, c'est ce qui va amener un déséquilibre, et, si l'idée de quête et d'aventure resurgit avec le Graal, il est trop tard : l'amour de Guenièvre et Lancelot est découvert, Merlin est enfermé sous terre et Mordred est conçu. Les chevaliers échouent un à un, et seul Perceval s'en sort.

## Adaptations
En 1992, l'auteur de BD belge Jean-Claude Servais publie l'album Pour l'amour de Guenièvre qui reprend de nombreux éléments du film et de sa mise en scène (jusqu'à des dialogues au mot près) au point qu'il s'agit presque d'une adaptation en bande dessinée.
En 2006, le réalisateur de films pornographiques Pierre Woodman tourne le remake Xcalibur avec un budget de 800 000 euros et 75 acteurs, une première dans ce milieu.
En 2009, le réalisateur Bryan Singer (X-Men) annonce qu'il souhaite réaliser un remake d’Excalibur. La société de production Warner Bros. a acquis les droits la même année,. Ce projet est néanmoins abandonné en 2011. En 2010, Guy Ritchie (Snatch, Sherlock Holmes) annonce lui aussi vouloir réaliser un remake du film en partenariat avec Warner Bros. Deux scénaristes sont présents sur ce projet : Warren Ellis et John Hodge,. Ritchie finit par abandonner le projet pour réaliser l'adaptation de la série télévisée Des agents très spéciaux. En 2017, il réalise Le Roi Arthur : La Légende d'Excalibur, mais ce film n'est pas un remake, se situant même aux antipodes du film de John Boorman.